# Marlene (album)
Marlene (označováno také jako Písně Marlene Dietrich) je první studiové album Světlany Nálepkové nahrané v Studio A Karlín. Album vyšlo v únoru roku 1996. Je složené z českých verzí textů písní Marlene Dietrich. Hudební aranžmá vytvořil Jiří Toufar

## Seznam skladeb
Všechny české texty napsal Sergej Machonin.
1. Pozor na blondýny (Nimm' Dich in acht vor blonden Frau'n) 02:31
2. Láska bez lásky (Leben ohne liebe) 03:28
3. Tak láska skončit má (Quand l'amour meurt) 02:53
4. Buď ty ten muž (Give Me The Man) 02:41
5. Fešná Lola (Ich bin die fesche Lola) 02:24
6. Od hlavy k patě jsem k lásce stvořená (Ich bin von Kopf bis Fuß auf Liebe eingestellt) 03:33
7. Jonny (Jonny, wenn du geburtstag hast) 02:19
8. Ty v hlavě mi zníš (You Go To My Head) 03:38
9. Kdybych si přát něco směla (Wenn ich mir was wünschen dürfte) 03:17
10. Dneska chci žít (The Boys In The Backroom) 01:46
11. Když jdou vojáci (Wenn die soldaten) 02:55
12. Už dost těch řečí (No Love No Nothin') 03:28
13. Lili Marlene 03:27
14. Lili Marlene (německá verze) 02:34, německý text Hans Leip
15. K lásce se pomodli (Taking A Chance On Love) 02:28
16. Život jako růže (La vie en rose) 03:03
17. Slečna Annie (Ach, fräulein Annie wohnt schon lang nicht hier) 03:06
18. Chci tě mít (Mean To Me) 02:11
19. V Berlíně já jeden kufřík mám (Ich hab' noch einen Koffer in Berlin) 03:20
20. Co o mně víš (You Do Something To Me) 01:59
21. Symfonie (Symphonie) 02:54